# Gimmigen
Gimmigen ist ein Stadtteil und ein Ortsbezirk der Stadt Bad Neuenahr-Ahrweiler im Landkreis Ahrweiler in Rheinland-Pfalz. Bis 1969 war Gimmigen eine eigenständige Gemeinde.

## Geschichte

### Mittelalter
Seine erste Erwähnung fand die zum Kirchspiel Kirchdaun gehörende Ortschaft Gimmigen 853 in einer Schenkungsurkunde für das Bonner St. Cassiusstift. Bis 1252 gehörte Gimmigen zur Grafschaft Neuenahr mit dem Obergericht Wadenheim. Die Gimmiger Kapelle wurde im 12. Jahrhundert erbaut und ist in Teilen in ihrer Ursprungsform erhalten. Sie ist die den Heiligen Cosmas und Damian und der hl. Katharina geweiht. Gimmigen gehörte vom 14. Jahrhundert an zum Gemeinschaftsbesitz der Grafschaft Neuenahr und der Herrschaft Landskron.

### Neuzeit
Im Jahre 1565 wurde der Herzog von Jülich durch Lehenstausch Herr der beiden Dörfer Gimmigen und Kirchdaun. Gimmigen fiel ganz an Jülich und unterstand bis Ende des 18. Jahrhunderts der Verwaltung des jülichschen Amtes Sinzig-Remagen. In der sogenannten Franzosenzeit gehörte Gimmigen von 1798 bis 1814 zum Kanton Remagen im Departement Rhein-Mosel und war von 1800 an der Mairie Heimersheim zugeordnet. Infolge der auf dem Wiener Kongress getroffenen Vereinbarungen kam der Ort 1815 zu Preußen. Seit 1816 gehörte Gimmigen verwaltungsmäßig zur Bürgermeisterei Ahrweiler im Kreis Ahrweiler und im Regierungsbezirk Koblenz.

### Weltkriege und Nachkriegszeit
Im Ersten Weltkrieg gab es keine Zerstörungen, aber 15 Kriegsopfer. Während der Wirtschaftskrise 1930/32 hatte kaum ein Gimmiger einen Arbeitsplatz. Erst nach der Machtübernahme durch Hitler nahm die Arbeitslosigkeit ab. Zu Beginn des Zweiten Weltkriegs wurden die wehrtauglichen Männer zum Kriegsdienst eingezogen.
1947 gab es schwere Versorgungsengpässe. 1953 wurde Gimmigen an das Wassernetz angeschlossen. Gimmigen wurde 1969 in die Stadt Bad Neuenahr-Ahrweiler eingemeindet und wird seitdem von einem Ortsvorsteher und einem Ortsbeirat vertreten. Der bis zu den 1960er Jahren noch deutlich erkennbare Dorfkern Gimmigens besteht hauptsächlich aus Fachwerkhäusern. Die ältesten noch erhaltenen Häuser in Gimmigen wurden 1632 bzw. 1736 erbaut. Eine Freizeitanlage wurde neu geschaffen und entwickelte sich zu einem beliebten Treffpunkt der Bevölkerung.

## Politik

### Ortsbezirk
Gimmigen ist einer von zehn Ortsbezirken der Stadt Bad Neuenahr-Ahrweiler. Der Stadtteil wird von einem Ortsbeirat sowie einem Ortsvorsteher vertreten.

### Ortsbeirat
Der Ortsbeirat besteht aus fünf Mitgliedern, die bei der Kommunalwahl am 9. Juni 2024 in einer personalisierten Verhältniswahl gewählt wurden, und dem ehrenamtlichen Ortsvorsteher als Vorsitzendem.
Die Sitzverteilung im Ortsbeirat:
| Wahl | SPD | CDU | Grüne | FWG 1 | Gesamt  |
| ---- | --- | --- | ----- | ----- | ------- |
| 2024 | –   | 3   | 1     | 1     | 5 Sitze |
| 2019 | 1   | 3   | –     | 1     | 5 Sitze |
| 2014 | 2   | 2   | –     | 1     | 5 Sitze |
| 2009 | 2   | 2   | –     | 1     | 5 Sitze |

### Ortsvorsteher
Stephan Hübinger (CDU) wurde 2019 Ortsvorsteher von Gimmingen. Bei der Direktwahl am 26. Mai 2019 war er mit einem Stimmenanteil von 79,71 % gewählt worden. Bei der Direktwahl am 9. Juni 2024 wurde er als einziger Bewerber mit 87,9 % für weitere fünf Jahre in seinem Amt bestätigt.
Hübingers Vorgänger Rudi Frick (SPD) hatte das Amt 25 Jahre ausgeübt, war 2019 aber nicht erneut angetreten.

## Schulen
In Heimersheim gibt es eine Grundschule. In dem 1974 erbauten Gebäude werden 140 Schüler aus den Stadtteilen Ehlingen, Gimmigen, Green, Heimersheim, Heppingen, Kirchdaun und Lohrsdorf unterrichtet. Außerdem war dort bis zum Schuljahr 2013/14 auch ein Schulkindergarten angegliedert.

## Persönlichkeiten
- Hans Boes (1942–2016), Landwirt, TV-Wetterbauer[13]